# Kurt Masur
Kurt Masur (født 18. juli 1927 i Brieg i Schlesien, død 19. december 2015) var en tysk dirigent, der særligt er kendt for sin tolkning af tysk romantisk musik.
Masur var dirigent for Dresdner Philharmonie fra 1955 til 1958 og igen fra 1967 til 1972, ligesom han var tilknyttet Komische Oper i Østberlin, men det var som kapelmester for Gewandhausorchester Leipzig fra 1970 til 1996, at han opbyggede sit stærke internationale ry. Det førte til, at han i 1991 blev leder af New York Philharmonic, hvor han var til 2002. Her blev han leder af Orchestre National de France, til han gik på pension i 2008.
Kurt Masur var gennem mange år loyal over for styret i DDR, og han modtog i 1982 DDR's nationalpris. Men i 1989 ændrede han sit syn på landets politiske ledelse, da en gademusikant blev anholdt i Leipzig. 9. oktober 1989 blandede han sig i nogle demonstrationer mod regeringen i Leipzig og forhandlede en afslutning på konfrontationen og forhindrede, at sikkerhedsstyrkerne angreb demonstranterne.

## Elever
Hans elever inkluderer Matthias Manasi, Cornelius Meister, Ivo Hentschel, Kahchun Wong og Adrian Prabava.